# Cupa Moldovei 2012-2013
La Cupa Moldovei 2012-2013 è stata la 22ª edizione del torneo. La coppa è iniziata il 25 agosto 2012 ed è terminata il 26 maggio 2013. Il Tiraspol ha vinto il trofeo per la terza volta.

## Primo turno preliminare
| Squadra 1      | Risultato | Squadra 2              |
| -------------- | --------- | ---------------------- |
| 25 agosto 2012 |           |                        |
| Rîşcani        | 5 – 1     | Speranța Drochia       |
| Florești       | 0 – 1     | Dava Soroca            |
| Teleneşti      | 4 – 0     | Flacăra Fălești        |
| ABUS Ungheni   | 2 – 0     | Codru Junior           |
| Sîngerei       | 4 – 1     | Grănicerul Glodeni     |
| SS-2 Narubai   | 4 – 3     | Cricova                |
| Codru Călărași | 3 – 1     | Universitatea Agrară   |
| Cimişlia       | 1 – 2     | Viişoara Mileştii Mici |
| Cahul          | 2 – 1     | Prut Leova             |
| Spicul Copceac | 1 – 5     | Slobozia Mare          |
| 26 agosto 2012 |           |                        |
| Congaz         | 3 – 1     | Trachia Taraclia       |
| Olan Olănești  | 0 – 2     | Sinteza Căuşeni        |
| Sparta Selemet | 3 – 0     | Univer Comrat          |

## Secondo turno preliminare
| Squadra 1         | Risultato | Squadra 2              |
| ----------------- | --------- | ---------------------- |
| 1º settembre 2012 |           |                        |
| ABUS Ungheni      | 4 – 1     | Teleneşti              |
| SS-2 Narubai      | 0 – 3     | Sîngerei               |
| Sparta Selemet    | 3 – 0     | Viişoara Mileştii Mici |
| Cahul             | 6 – 0     | Congaz                 |
| 2 settembre 2012  |           |                        |
| Codru Călărași    | 1 – 0     | Sinteza Căuşeni        |

## Primo turno
| Squadra 1        | Risultato         | Squadra 2        |
| ---------------- | ----------------- | ---------------- |
| 8 settembre 2012 |                   |                  |
| Sîngerei         | 0 – 3             | Veris Chișinău   |
| Codru Călărași   | 0 – 1             | Victoria Bardar  |
| 9 settembre 2012 |                   |                  |
| Tighina          | 0 – 3             | Dinamo-Auto      |
| Rîşcani          | 3 – 1             | Edineț           |
| Dava Soroca      | 2 – 3             | Locomotiv Bălți  |
| ABUS Ungheni     | 0 – 0 (1 – 3 dtr) | Sfîntul Gheorghe |
| Sparta Selemet   | 4 – 0             | Găgăuzia         |
| Cahul            | 3 – 0             | Maiak Chirsova   |
| Slobozia Mare    | 0 – 4             | Saxan            |
| Real Succes      | 2 – 3             | Intersport Aroma |

## Secondo turno
| Squadra 1           | Risultato | Squadra 2         |
| ------------------- | --------- | ----------------- |
| 26 settembre 2012   |           |                   |
| Dinamo-Auto         | 3 – 2     | Academia Chișinău |
| Speranța C.V.       | 3 – 1     | Rîşcani           |
| Sfîntul Gheorghe    | 1 – 2     | Locomotiv Bălți   |
| Saxan               | 1 – 3     | Costuleni         |
| Cahul               | 4 – 0     | Sparta Selemet    |
| CSCA-Rapid Chișinău | 3 – 0     | Intersport Aroma  |

## Ottavi di finale
| Squadra 1           | Risultato         | Squadra 2        |
| ------------------- | ----------------- | ---------------- |
| 30 ottobre 2012     |                   |                  |
| Locomotiv Bălți     | 1 – 5             | Dacia Chișinău   |
| 31 ottobre 2012     |                   |                  |
| Victoria Bardar     | 0 – 4             | Tiraspol         |
| Dinamo-Auto         | 1 – 3             | Milsami Orhei    |
| Nistru Otaci        | 1 – 0             | Costuleni        |
| CSCA-Rapid Chișinău | 0 – 1 dts         | Sheriff Tiraspol |
| Iskra-Stal          | 3 – 3 (4 – 2 dtr) | Speranța C.V.    |
| Zarea Bălți         | 0 – 0 (3 – 4 dtr) | Veris Chișinău   |
| Zimbru Chișinău     | 3 – 0             | Cahul            |

## Quarti di finale
| Squadra 1        | Risultato | Squadra 2       |
| ---------------- | --------- | --------------- |
| 16 aprile 2013   |           |                 |
| Iskra-Stal       | 0 – 1     | Milsami Orhei   |
| Dacia Chișinău   | 0 – 1     | Veris Chișinău  |
| Sheriff Tiraspol | 7 – 0     | Nistru Otaci    |
| 17 aprile 2013   |           |                 |
| Tiraspol         | 2 – 0     | Zimbru Chișinău |

## Semifinali
| Squadra 1      | Risultato         | Squadra 2        |
| -------------- | ----------------- | ---------------- |
| 7 maggio 2013  |                   |                  |
| Veris Chișinău | 0 – 0 (2 – 1 dtr) | Milsami Orhei    |
| Tiraspol       | 2 – 1 (dts)       | Sheriff Tiraspol |

## Finale
| Arbitro: | Gerhard Grobelnik |

|                             |                      |                         |
| Cîrlan 87’ Paye 105’ (aut.) | Marcatori            | 59’ Grosu 118’ Cheptine |
|                             | Tiri di rigore 2 – 4 |                         |